# Абстрактный импрессионизм

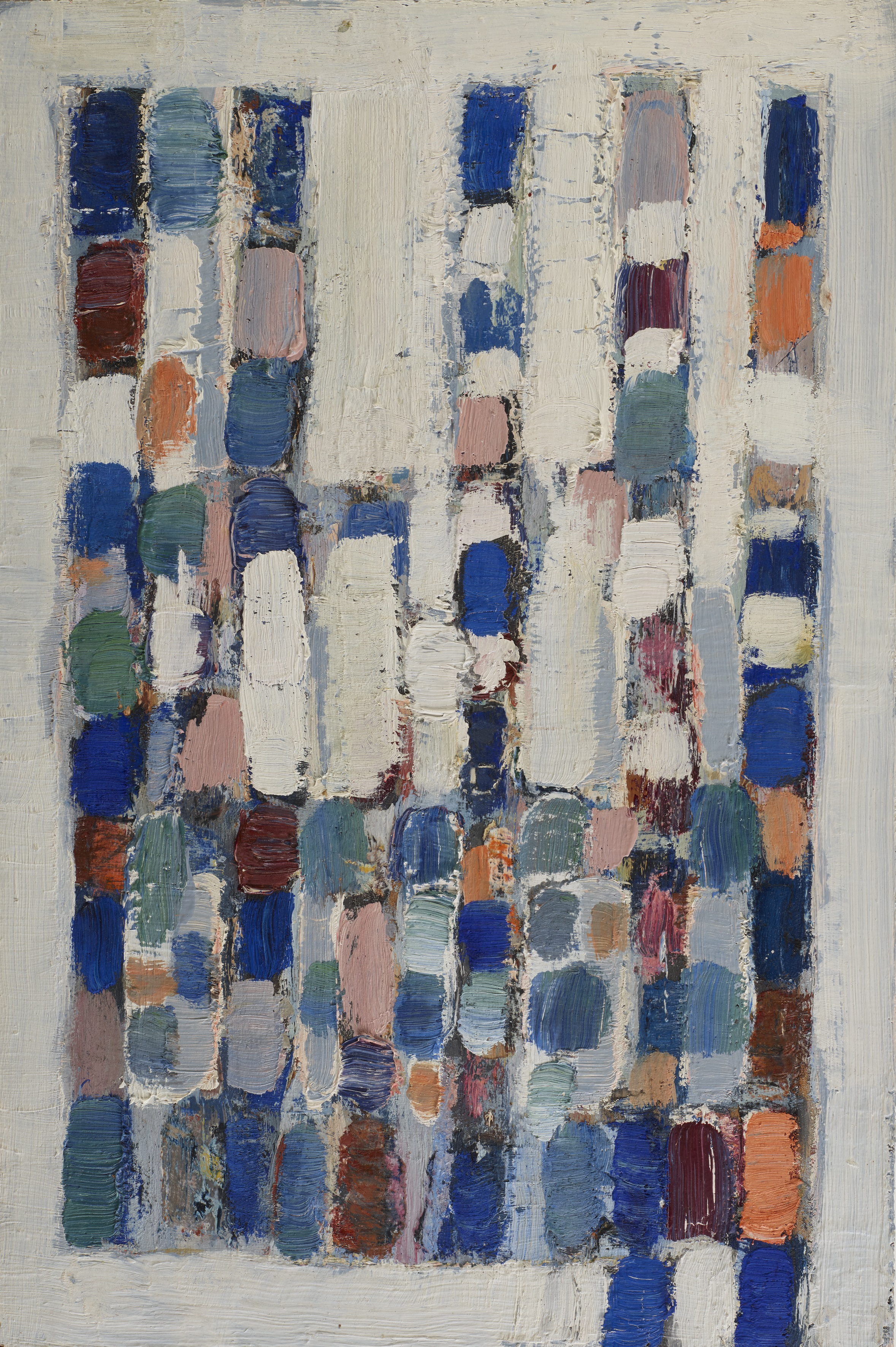
Работа Никола де Сталя

Абстрактный импрессионизм (тесно связан с лирической абстракцией) — направление современного искусства, зародившееся в 1950-х годах, одно из ответвлений абстрактной живописи (не путать с абстрактным экспрессионизмом), где небольшие мазки или нанесение краски на холст с помощью шпателя создают и структурируют всю площадь картины. «Абстрактный» в названии направления означает беспредметность, нефигуративность искусства — данная форма изобразительной деятельности не ставит своей целью имитацию или отображение визуально воспринимаемой реальности.
Согласно концепции абстрактного импрессионизма, эмоции художника и ориентация на внутреннюю энергию создают в картинах выразительные, лирические и вдумчивые абстракции. Являя на своих полотнах спонтанное отображение внутреннего мира, не ограниченного логическим мышлением. Мазки на холсте похожи на мазки импрессионистов, таких как Клод Моне, и постимпрессионистов, таких как Винсент Ван Гог и Жорж Сёра, с той лишь разницей, что в абстрактном импрессионизме главным инструментом является абстракция.
В то время как в стилистике живописи действия, так и в стиле абстрактного экспрессионизма мазки часто были крупными и жирными, а краска наносилась в результате быстрых переполняющих художника эмоций и энергии, короткие и интенсивные мазки абстрактного импрессиониста или же нанесение красок и текстур часто выполняются медленно, используя течение времени и размышления в качестве основной составляющей техники стиля.
Милтон Резник, Сэм Фрэнсис, Ричард Паузетт-Дарт и Филипп Густон были известными художниками абстрактного импрессионизма в 1950-х годах. Пол Джексон Поллок (28 января 1912 — 11 августа 1956), известный как Джексон Поллок, был главной фигурой в абстрактном экспрессионистском движении.
Элен де Кунинг ввела термин «абстрактный импрессионизм» и вскоре он был использован критиком Луи Финкельштейном в попытке различить для работ Филиппа Густона разницу между двумя направлениями его работ. Основное отличие заключается в подходе. Сходство между этими двумя формами, однако, заключается в сильной схожести готовых полотен этих двух направлений.
Лоуренс Аллоуэй был куратором выставки «Абстрактный импрессионизм», состоявшейся в 1958 году и включавшей, среди прочего, работы таких художников, как Бернард Коэн, Гарольд Коэн, Сэм Фрэнсис, Патрик Херон и Никола де Сталь. Современным наследником стиля абстрактного импрессионизма является Уильям Дюваль, чьи эко-абстрактные картины создаются на открытом воздухе.